# Edmonton Capital Region

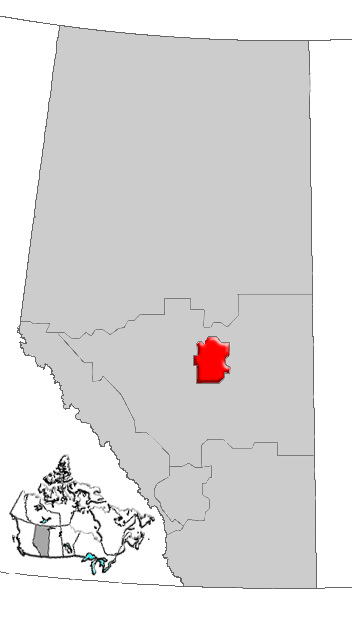

Die Edmonton Capital Region (ECR), häufig auch Alberta Capital Region, Greater Edmonton oder Metro Edmonton genannt, ist ein Ballungsraum um die Stadt Edmonton, der Provinzhauptstadt von Alberta. Sie ist eine der sechs Regionen der Provinz.
Die ECR orientieren sich für gewöhnlich am Zensus-Gebiet Edmonton. Es gibt allerdings verschiedenste Grenzziehungen für verschiedene Verwaltungsaufgaben. Die ECR ist das nördlichste Ballungsgebiet Kanadas und liegt im Herzen Albertas. Sie bildet das nördliche Ende des Calgary-Edmonton Corridor, einer der vier größten kanadischen Wirtschaftsregionen, welche die Hälfte der kanadischen Bevölkerung beheimaten.

## Geographie
|                 | Zentral-Alberta                             |                 |
| Zentral-Alberta | Kompassrose, die auf Nachbargemeinden zeigt | Zentral-Alberta |
|                 | Zentral-Alberta                             |                 |

Die Region wird komplett von der Region Zentral-Alberta umschlossen.

## Edmontoner Stadtgebiet (Edmonton CMA)
Das Edmonton CMA umfasst folgende 35 Gemeinden:
- fünf Cities (Edmonton, Fort Saskatchewan, Leduc, St. Albert und Spruce Grove);
- eine Sondergemeinde (Strathcona County), welche das Gemeindegebiet von Sherwood Park einbezieht;
- drei Gemeindebezirke (Leduc County, Parkland County und Sturgeon County);
- zehn Towns (Beaumont, Bon Accord, Bruderheim, Calmar, Devon, Gibbons, Legal, Morinville, Redwater und Stony Plain);
- fünf Dörfer (New Sarepta, Spring Lake, Thorsby, Wabamun und Warburg);
- acht Sommerdörfer (Betula Beach, Golden Days, Itaska Beach, Kapasiwin, Lakeview, Point Alison, Seba Beach und Sundance Beach); und
- drei First Nations (Alexander First Nation bzw. Alexander I.R. No. 134, Enoch Cree Nation #440 bzw. Stony Plain I.R. No. 135 und Paul First Nation bzw. Wabamun I.R. No. 133A und 133B).

Im Gegensatz zur dortigen landläufigen Meinung gehören (die westlichen Teile von) Lamont County und Elk Island National Park nicht zum Edmonton CMA. Nur nach der Einteilung der Verkehrsverbindungen durch die Provinzregierung gehört Lamont County allerdings zum CMA. 
Die Gesamtfläche des Edmonton CMA beträgt 9418 km². Edmonton CMA ist damit das größte Stadtgebiet Kanadas. Die Bevölkerungszahl betrug nach kanadischer Volkszählung von 2006 bei 1.034.945.

## Ehemalige Gemeinden
Edmonton gemeindete drei frühere Gemeinden ein: 1961 Beverly, 1964 Jasper Place und bereits 1912 Strathcona. 

## Regionale Bevölkerung
| CMA Municipality                            | Einwohner | Jahr |
| ------------------------------------------- | --------- | ---- |
| Cities                                      |           |      |
| Edmonton                                    | 782.439   | 2009 |
| Fort Saskatchewan                           | 17.469    | 2009 |
| Leduc                                       | 21.597    | 2009 |
| Spruce Grove                                | 23.326    | 2009 |
| St. Albert                                  | 58.501    | 2008 |
| total                                       | 903.332   |      |
| Towns                                       |           |      |
| Beaumont                                    | 11.794    | 2009 |
| Bon Accord                                  | 1.534     | 2006 |
| Bruderheim                                  | 1.215     | 2006 |
| Calmar                                      | 2.033     | 2009 |
| Devon                                       | 6.534     | 2009 |
| Gibbons                                     | 2.848     | 2007 |
| Legal                                       | 1.192     | 2006 |
| Morinville                                  | 7.636     | 2009 |
| Redwater                                    | 2.192     | 2006 |
| Stony Plain                                 | 12.363    | 2006 |
| total                                       | 49.341    |      |
| Dörfer                                      |           |      |
| New Sarepta                                 | 530       | 2009 |
| Spring Lake                                 | 592       | 2007 |
| Thorsby                                     | 945       | 2006 |
| Wabamun                                     | 662       | 2009 |
| Warburg                                     | 696       | 2009 |
| total                                       | 3.425     |      |
| Sommerdörfer                                |           |      |
| Betula Beach                                | 15        | 2006 |
| Golden Days                                 | 207       | 2006 |
| Itaska Beach                                | 35        | 2006 |
| Kapasiwin                                   | 15        | 2009 |
| Lakeview                                    | 36        | 2006 |
| Point Alison                                | 4         | 2008 |
| Seba Beach                                  | 203       | 2006 |
| Sundance Beach                              | 102       | 2006 |
| total                                       | 617       |      |
| Municipal Districts                         |           |      |
| Leduc County                                | 12.730    | 2006 |
| Parkland County                             | 30.089    | 2009 |
| Sturgeon County                             | 19.165    | 2008 |
| total                                       | 61.984    |      |
| Specialized Municipalities                  |           |      |
| Strathcona County                           | 87.998    | 2009 |
| total                                       | 87.998    |      |
| First Nations Reservate                     |           |      |
| Alexander 134 bzw. Alexander First Nation   | 989       | 2008 |
| Stony Plain 135 bzw. Enoch Cree Nation #440 | 1.525     | 2008 |
| Paul First Nation                           | 1.277     | 2008 |
| total                                       | 3.791     |      |
| Total                                       | 1.110.488 |      |

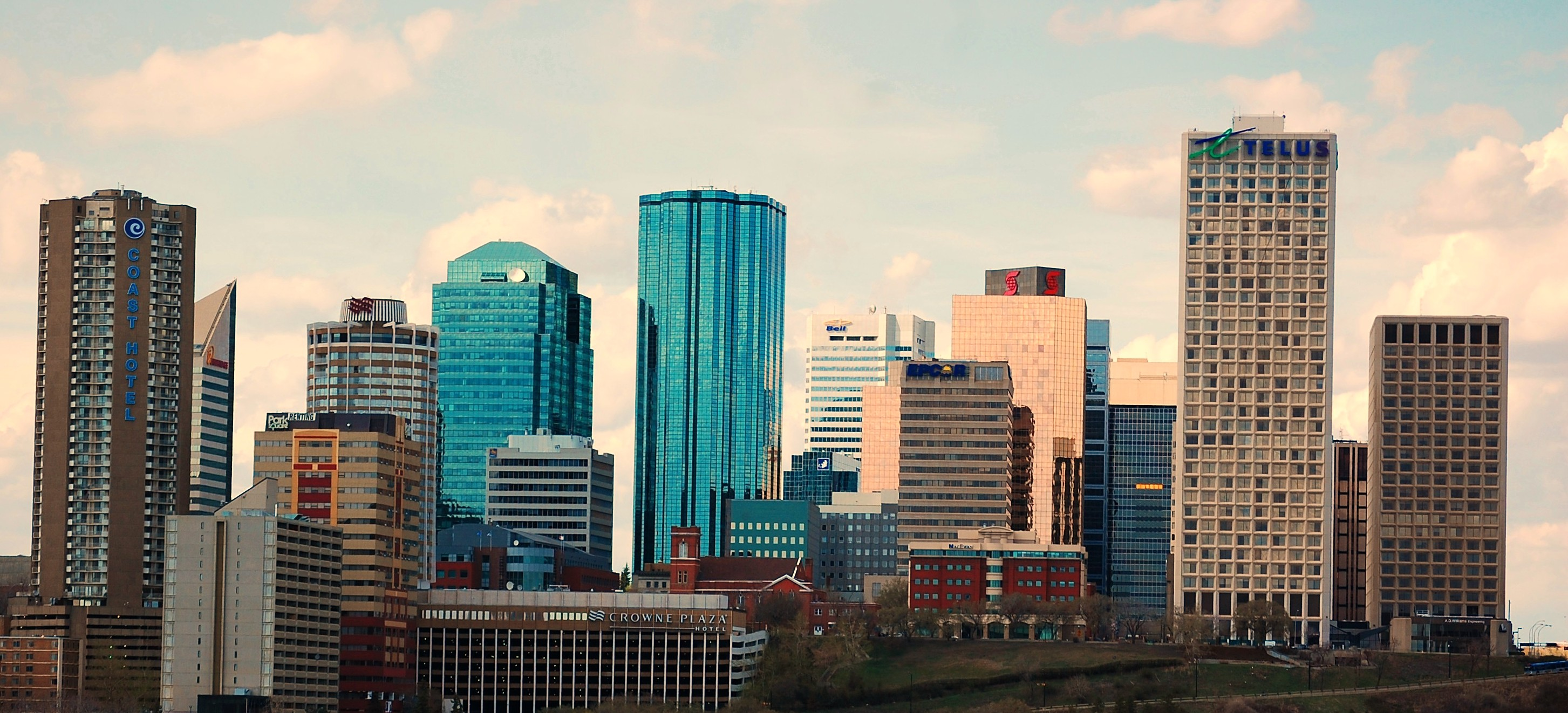
Edmonton

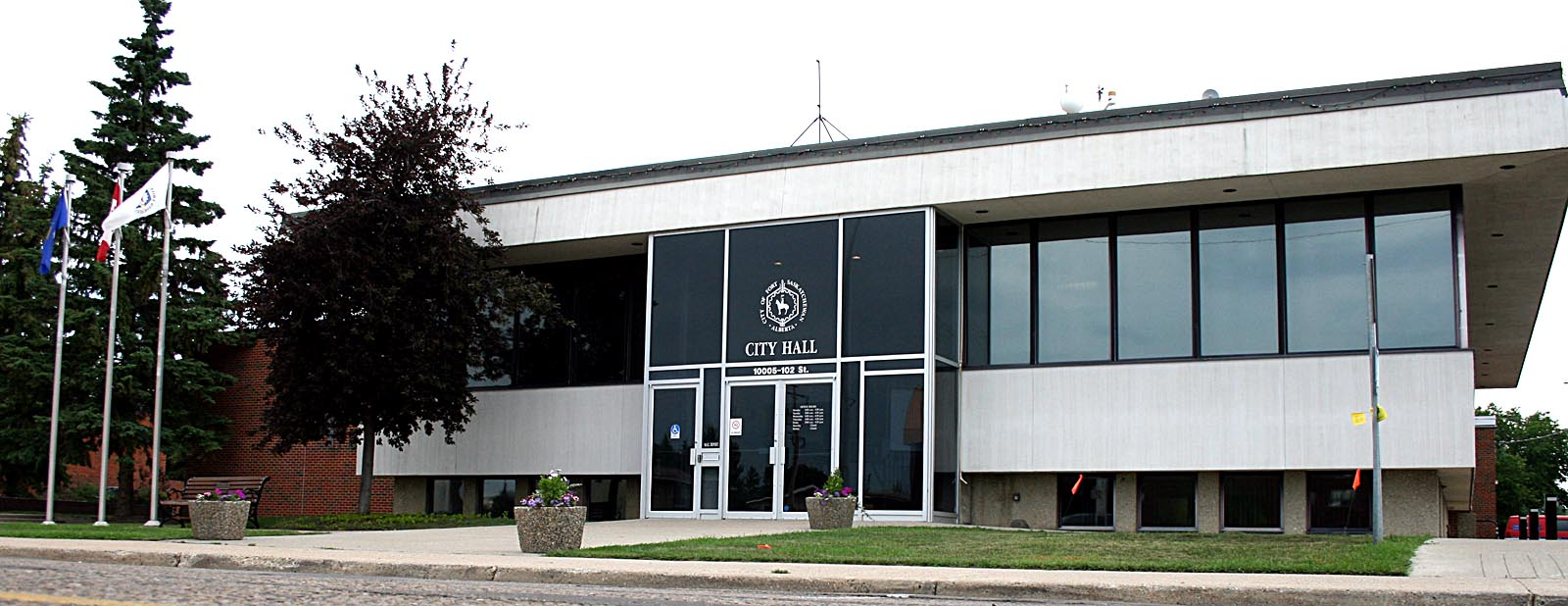
Fort Saskatchewan

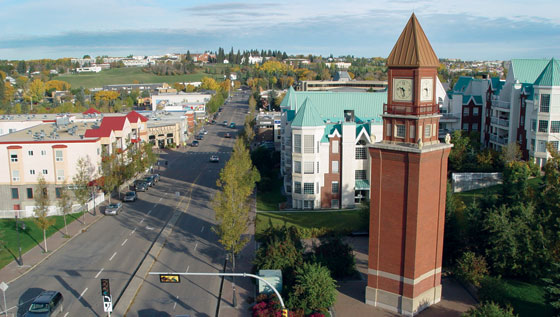
St. Albert

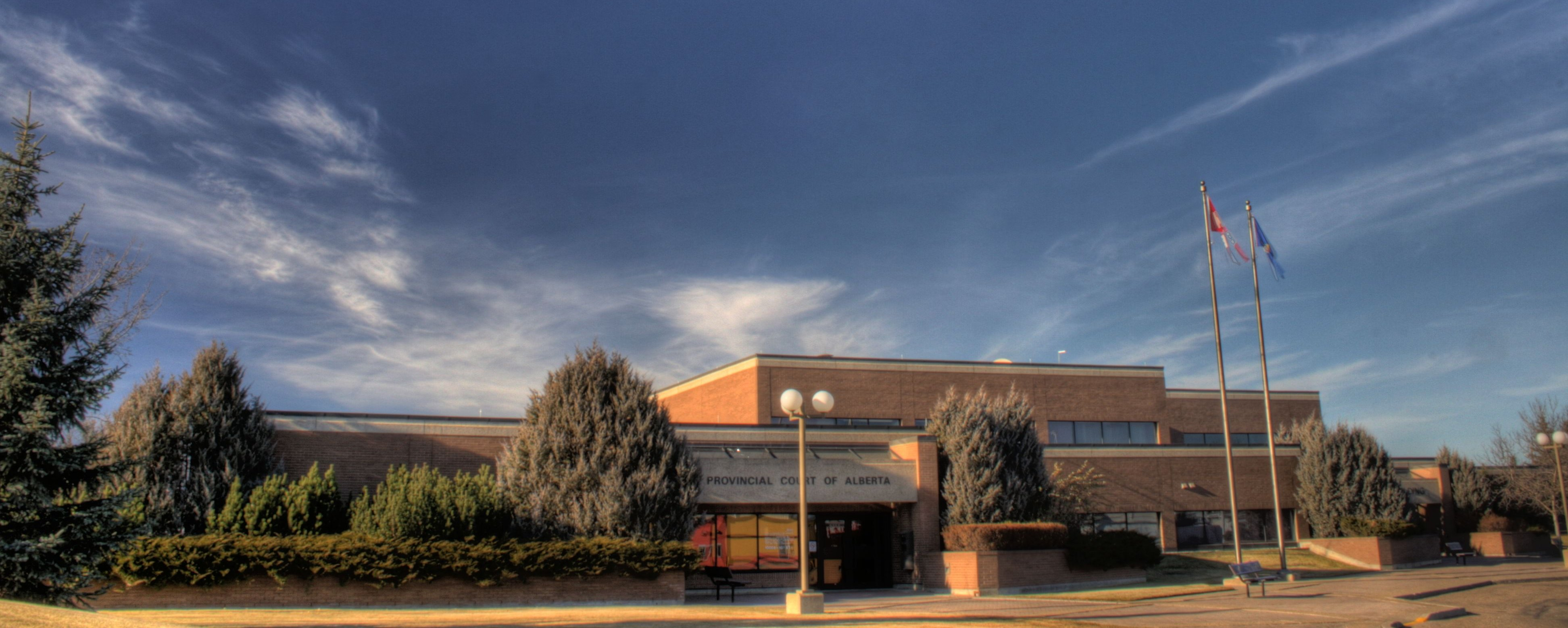
Morinville

Unter Einbeziehung der Bevölkerung Lamonts (1.664) und des Lamont County (3.925, beide 2006) und bei Abzug der Bevölkerung Spring Lakes, der acht Sommerdörfer und der drei First Nations beträgt die Bevölkerungszahl 1.111.077.